# Гордон Голлоб
Гордон Макс Голлоб (нім. Gordon Max Gollob, 16 червня 1912, Відень — 7 вересня 1987, Зулінген) — німецький військовий льотчик-ас австрійського походження за часів Третього Рейху, оберст (1942) Люфтваффе. Один з 27 кавалерів Лицарського хреста Залізного хреста з Дубовим листям‎, мечами та діамантами (1942). У ході війни здійснив близько 340 бойових вильотів, здобувши 150 перемог у повітрі, з яких 144 на Східному фронті. Став першим пілотом в історії авіації, який здобув 150 перемог у повітряних боях. Наприкінці війни був генерал-інспектором винищувальної авіації Люфтваффе.

## Біографія
В 1933 році вступив в австрійську армію. В 1934 році пройшов льотну підготовку, інструктор навчальної ескадрильї «A». Після аншлюсу 15 березня 1938 року автоматично перейшов в люфтваффе. 15 березня 1939 року зарахований в 3-ю ескадрилью 76-ї ескадри важких винищувачів. Під час Польської кампанії збив 1 літак, літав на Bf.110. З 8 серпня 1940 року — командир 3-ї ескадрильї своєї ескадри. Під час Норвезької кампанії збив 2 літаки (включаючи 1 «Спітфайр») і ще 5 літаків під час Французької кампанії і битви за Британію. 7 вересня 1940 року був зарахований в 2-гу групу 3-ї винищувальної ескадри, а через 2 дні був призначений командиром 4-ї ескадрильї. Учасник Німецько-радянської війни. З 27 червня до 20 листопада 1941 року командував своєю групою; літав на Bf.109. Учасник боїв в Україні і на Дону. 18 жовтня 1941 року за один день здобув 9 перемог (встановивши своєрідний рекорд). З кінця 1941 року командував 77-ю винищувальною ескадрою. Свою 100-ту перемогу здобув 20 травня 1942 року. Голлоб став першим льотчиком люфтваффе, який здобув 150 перемог (29 серпня 1942). 1 жовтня 1942 року відряджений в штаб командира винищувальної авіації 3 зі штаб-квартирою у Довілі, а 15 жовтня сам був призначений командиром. 6 вересня 1943 року це відомство було перетворене на відомство Командира винищувальної авіації 5, а його штаб-квартира була переведена в Бернау. В квітні 1944 року переведений в штаб генерала винищувальної авіації і відряджений у «Винищувальний штаб», який займався розробкою нових винищувачів. В листопаді 1944 року очолив особливий винищувальний штаб, який керував використанням винищувальної авіації під час Арденнського наступу. 1 лютого 1945 року призначений інспектором денної авіації, займав цю посаду до кінця війни.
Всього за час бойових дій здійснив 340 бойових вильотів та збив 150 літаків, з них 144 радянських.

## Нагороди
- Нагрудний знак пілота (Австрія)
- Нагрудний знак пілота
- Медаль «За вислугу років у Вермахті» 4-го класу (4 роки)
- Залізний хрест
  - 2-го класу (21 вересня 1939)
  - 1-го класу (13 червня 1940)
- Нарвікський щит в сріблі (30 січня 1941)
- Авіаційна планка винищувача в золоті з підвіскою «300» (11 травня 1941)
- Почесний Кубок Люфтваффе (21 липня 1941)
- Лицарський хрест Залізного хреста з дубовим листям, мечами та діамантами
  - Лицарський хрест (18 вересня 1941) — за 42 перемоги.
  - Дубове листя (№38; 25 жовтня 1941) — за 85 перемог.
  - Мечі (№13; 23 червня 1942) — за 107 перемог
  - Діаманти (№3; 30 серпня 1942)
- Нагрудний знак пілота (Угорщина) (листопад 1942)
- Кримський щит (15 березня 1943)
- Медаль «Хрестовий похід проти комунізму» (Румунія) (12 червня 1943)
- 5 разів відзначений у щоденній доповіді «Вермахтберіхт»
- Комбінований Знак Пілот-Спостерігач в золоті з діамантами